# Batalha de Dirráquio (1018)
A batalha de Dirráquio de fevereiro de 1018 foi parte da guerras bizantino-búlgaras. Aconteceu quando o tsar da Bulgária João Vladislau (r. 1015-1018) tentou estabelecer seu poder na costa sudoeste do mar Adriático. Ele liderou um exército contra Dirráquio (atual Durrës, na Albânia) e sitiou-a, mas foi morto durante um contra-ataque dos defensores da cidade. Esta foi a batalha final de longos séculos de luta entre o Primeiro Império Búlgaro e o Império Bizantino. Poucos meses após a morte de Vladislau muito de seu reino foi subjugado pelo imperador bizantino Basílio II Bulgaróctono (r. 960–1025), com a última região independente (Sirmio) dominada em 1019.

## Contexto
Após a batalha de Clídio e a morte do tsar Samuel (r. 997–1014) o Estado búlgaro foi desestabilizado por turbulência interna. No ano que se seguiu, o tsar Gabriel Radomir (r. 1014–1015), filho e herdeiro de Samuel, foi morto por seu primo, João Vladislau, por instigação do imperador bizantino. O novo governante búlgaro negociou uma breve paz com a promessa de submeter a Basílio II o controle de Dirráquio. Nenhum dos lados manteve suas promessas e a guerra eclodiu novamente no outono de 1015. Enquanto Vladislau atacou Dirráquio, Basílio II capturou sua capital Ohrid, mas mais tarde, como resultado da batalha de Bitola, foi forçado a abandoná-la.
A guerra continuou por dois anos mais sem um resultado decisivo. Em 1017, Basílio II derrotou os búlgaros em Setina, próximo de Edessa, mas falhou em explorar sua vitória e retornou para Constantinopla. Vladislau usou isto para lançar um assalto contra Dirráquio, que foi defendida pelo estratego Nicetas Pegonita. Na batalha que se seguiu após uma incursão da guarnição o tsar búlgaro foi morto e suas tropas foram forçadas a se retirar. Este evento levou a maioria dos nobres búlgaros (boiardos) a se renderem à Basílio II. A resistência isolada foi suprimida e a Bulgária tornou-se uma província bizantina.